# Тэгда
Тэ́гда (бур. Тээгдэ) — улус в Хоринском районе Бурятии. Административный центр сельского поселения «Верхнекурбинское».

## География
Улус расположен в 90 км к северо-западу от районного центра, села Хоринск, на левом берегу реки Курба, при впадении в неё левого притока — речки Тэгда.

## История
Основан в 1928 году решением товарищества по обработке земли (ТОЗ). В 1929 году образована сельскохозяйственная коммуна. в 1932 году создана сельхозартель «Шэнэ Ажал» (Новый труд), впоследствии — колхоз. В 1939 году основан Курбинский леспромхоз. В 1961 году образован совхоз «Курбинский».

## Население
| 2002 | 2010  |
| ---- | ----- |
| 1797 | ↘1756 |

## Инфраструктура
Средняя общеобразовательная школа, детский сад, сельский клуб, почтовое отделение.

## Люди, связанные с селом
- Афанасьев, Никифор Самсонович (1910—1980) — Герой Советского Союза, участник Великой Отечественной войны. Жил и работал в Тэгде. Похоронен на местном кладбище. Одна из улиц села носит имя Н. С. Афанасьева.
- Дамбаев Георгий Шоенович (1937-1985) - директор совхоза "Курбинский" c 1967 г. по 1978 г.